# Omar
Omar ibne Alcatabe (em árabe: عمر بن الخطاب; romaniz.: Umar bn al-Khattab; Meca, ca. 586 – Medina, 3 de novembro de 644), conhecido em português simplesmente como Omar ou Umar, foi o segundo dos califas muçulmanos (634–644), o mais poderoso dos califas bem guiados e um dos mais poderosos e influentes governantes muçulmanos.
Omar pertencia ao clã menor Banu Adi, integrado na tribo dos Coraixitas (Quraysh), à qual também pertencia o profeta islâmico Maomé. Pelo lado materno estava ligado ao clã dos Maquezum, um dos mais poderosos de Meca. Sabia ler e escrever, algo raro na sociedade de Meca nessa época.
Inicialmente um opositor de Maomé e da sua mensagem religiosa, teria sido convertido pela sua irmã Fátima e pelo seu cunhado Saíde ibne Zaíde por volta do ano de 615. Em 622, partiu com Maomé para Iatrebe (Medina), quando a comunidade dos primeiros muçulmanos teve que abandonar Meca. Após participou da Batalha de Badr, onde teve uma grande vitória contra o numeroso exército de Meca, que o superava em número de combatentes na proporção de três para um.
Deu uma das suas filhas, Hafsa, em casamento a Maomé.
Quando Maomé morreu em 632, Omar apoiou Abacar como novo líder da comunidade dos crentes, tendo se tornado um dos seus conselheiros. Antes de morrer Abacar nomeou Omar como seu sucessor.
Durante o seu califado, o Islão conheceu uma grande expansão, tendo sido conquistada a Síria (Batalha de Jarmuque, 635), a Mesopotâmia e uma parte da Pérsia (Batalha de Cadésia e Batalha de Nemavande em 642, ambas contra o Império Sassânida) e o Egito (conquista de Alexandria, 642).
Omar promoveu uma grande obra administrativa, que seria mais tarde aproveitada pelos Omíadas. Foi ele o responsável pela introdução de uma nova cronologia no mundo islâmico, estabelecida a partir da emigração de Meca para Medina em 622 (a Hégira).
Morreu assassinado por Pirouz Nahauandi (também chamado Abu Lu'lu'Ah) um escravo persa, em 644. Foi sepultado junto a Maomé e Abacar no recinto da Mesquita do Profeta em Medina (Masjid al-Nabawi).

## Primeiros anos
Omar nasceu em Meca, no clã Banu Adi, que era responsável por arbitragens entre as tribos. Seu pai era Khattab ibn Nufayl e sua mãe era Hatmah bint Hasham, da tribo de Banu Makhzum. Diz-se ter pertencido a uma família de classe média. Em sua juventude, costumava tomar conta dos camelos de seu pai nas planícies perto de Meca. Seu pai era famoso por sua inteligência entre sua tribo. Era um comerciante de classe média e acredita-se ter sido um homem cruel e politeísta emotivo, que muitas vezes maltratava Omar. Isso fica evidente por uma declaração do próprio Omar a respeito de seu pai durante o seu posterior governo, quando Omar disse: "Meu pai Al-Khittab era um homem cruel. Ele costumava me fazer trabalhar duro; se eu não trabalhasse ele costumava me bater e ele me fazia trabalhar até a exaustão".
Apesar da alfabetização ser incomum na Arábia pré-islâmica, Omar aprendeu a ler e escrever em sua juventude. Apesar dele mesmo não ser um poeta, desenvolveu um grande amor pela poesia e literatura. De acordo com o tradição dos coraixitas, ainda na sua adolescência aprendeu artes marciais, equitação e lutas. Ele era alto e fisicamente forte e assim logo se tornou um lutador de renome. Omar foi também um talentoso orador e devido à sua inteligência e personalidade avassaladora, sucedeu seu pai como um árbitro dos conflitos entre as tribos.
Além disso, Omar seguiu a profissão tradicional dos coraixitas. Tornou-se um comerciante e fez várias viagens pelo Império Bizantino e pela Pérsia, onde se diz ter encontrado vários estudiosos e ter analisado as sociedades romana e persa de perto. No entanto, acredita-se que não tenha sido bem sucedido como mercador. Beber álcool era muito comum entre os coraixitas e Omar também gostava de beber em sua época pré-islâmica.

## Durante a época de Maomé

### A hostilidade de Omar ao Islã
Em 610, Maomé começou a pregar a mensagem do Islã. Como outras pessoas de Meca, Omar opôs-se frontalmente ao Islã. Ele resolveu defender a religião tradicional politeísta da Arábia. Era o mais inflexível e cruel na oposição a Maomé e muito proeminente em perseguir os muçulmanos. Omar foi o primeiro homem que decidiu que Maomé tinha de ser assassinado para pôr fim ao Islã. Acreditava firmemente na unidade dos coraixitas e viu a nova fé do Islã como uma causa de divisão e discórdia entre os coraixitas.
Devido à perseguição por parte dos coraixitas, Maomé ordenou aos seus seguidores que migrassem para a Abissínia. Um pequeno grupo de muçulmanos migrou e isso fez Omar ficar preocupado com a unidade e o futuro dos coraixitas. Decidiu assim assassinar Maomé para se livrar da divisão que foi criada pelo Islã entre o povo de Meca.

### Conversão ao Islã
Omar se converteu ao islamismo em 616, um ano após a migração para a Abissínia. Segundo o relato mais popular da história, contada em Sirah, de Ibn Ishaq, a caminho para assassinar Maomé, Omar encontrou um politeísta que lhe disse para pôr a sua própria casa em ordem, visto que sua irmã e seu marido haviam se convertido ao Islã. Ao chegar na casa dela, Omar encontrou sua irmã e seu cunhado, Saeed bin Zaid (primo de Omar), recitando os versos do Alcorão. Ele começou a bater o seu cunhado selvagemente. Quando sua irmã veio para resgatar o marido, ele também bateu nela até que ela começasse a sangrar. Vendo sua irmã assim, ele se acalmou e pediu a ela que lhe desse o que ela estava recitando. Ela deu-lhe o papel no qual estavam escritos os versos do capítulo Ta-Ha. Ele ficou tão impressionado com a beleza dos versos que aceitou o Islã naquele dia. Dirigiu-se então a Maomé com a mesma espada que pretendia matá-lo e aceitou o Islã em frente dele e de seus companheiros.
Omar tinha 27 anos quando aceitou o Islã. Após sua conversão, Omar foi informar ao chefe dos coraixitas, Anre ibne Hixame sobre a sua aceitação do Islão. Segundo um relato, Omar depois rezou abertamente na Caaba quando os chefes coraixitas, Anre ibne Hixame e Abu Sufiane ibne Harbe, alegadamente assistiram furiosos. De acordo com o mesmo relato esse fato mais tarde ajudou os muçulmanos a adquirirem confiança em praticar abertamente o Islã. Nesta fase, Omar ainda desafiou qualquer pessoa que se atrevesse a interromper as orações dos muçulmanos, embora ninguém se atrevesse a importunar Omar quando ele estivesse rezando.
A conversão de Omar ao Islã deu poder aos muçulmanos e à sua fé em Meca. Foi depois disso que os muçulmanos ofereceram orações abertamente em Grande Mesquita pela primeira vez. Abedalá ibne Maçude disse,
| “ | O abraço de Omar ao Islã foi a nossa vitória, a sua migração para Medina foi o nosso sucesso e o seu reinado, uma bênção de Alá, nós não oferecíamos orações na Grande Mesquita até Omar aceitar o Islã, quando ele aceitou o Islã, os coraixitas foram obrigados a deixar-nos rezar na mesquita. | ” |

Por todas essas coisas que Omar ganhou o título de Faruque, que significa aquele que faz a diferença.